# Reinhold Krampitz
Reinhold Krampitz (* 16. Juli 1932 in Zeißholz; † 25. Oktober 2017 in Magdeburg) war ein deutscher Ingenieur und Hochschullehrer.

## Leben
Er wuchs in einer Arbeiterfamilie mit sechs Geschwistern auf. Krampitz erlernte den Beruf des Elektrikers in einer Brikettfabrik in Senftenberg und wurde an die Arbeiter-und-Bauern-Fakultät entsandt. Ab Mitte der 1950er Jahre war er als Elektroingenieur in Magdeburg tätig. Er lehrte in den Fächern Elektrische Maschinen und Elektrotechnologie an der Technischen Hochschule Magdeburg, der späteren Technischen Universität und heutigen Otto-von-Guericke Universität.
Zu seinen Forschungsfeldern gehörten die Elektrotechnologien, insbesondere die Materialbearbeitung mittels Leistungsschall, die Magnetumformung und Wärmeanwendungen mit Plasma- und Induktions-Technologien.
Im Jahr 1993 gründete er die ENA Elektrotechnologien u. Anlagenbau GmbH.
Krampitz war in der Magdeburger Kommunalpolitik aktiv. 1965 kam er für den Kulturbund in die Magdeburger Stadtverordnetenversammlung. Bei den demokratischen Kommunalwahlen nach der friedlichen Revolution von 1989 zog er 1990, 1994 und 1999 für die PDS in den Stadtrat ein, dem er bis 2004 angehörte. Er wirkte insbesondere als wirtschaftspolitischer Sprecher seiner Fraktion und gehörte entsprechenden Ausschüssen und Gremien an.
Er gehörte zu den Autoren des Magdeburger Biographischen Lexikons.

## Auszeichnungen
Im Jahr 2007 wurde er in Anerkennung seiner langjährigen Tätigkeit im Magdeburger Stadtrat zum Ehrenstadtrat ernannt und durfte sich in das Goldene Buch der Stadt eintragen.